# یواس‌اس ال‌اس‌تی-۶۰
یواس‌اس ال‌اس‌تی-۶۰ (به انگلیسی: USS LST-60) یک کشتی بود که طول آن ۳۲۸ فوت (۱۰۰ متر) بود. این کشتی در سال ۱۹۴۳ ساخته شد.